# Мокроусов, Максим Владимирович
Макси́м Влади́мирович Мокроу́сов (4 октября 1983, Липецк) — российский бобслеист, разгоняющий, выступает за сборную России с 2011 года. Серебряный призёр чемпионата мира, многократный победитель национальных первенств. Прежде чем перейти в бобслей, на профессиональном уровне занимался лёгкой атлетикой. Представляет СДЮСШОР «Воробьёвы горы», Москву и Липецкую область.
Заслуженный мастер спорта России (2013), мастер спорта России международного класса.

## Биография
Максим Мокроусов родился 4 октября 1983 года в Липецке. Обучался в средней школе № 66. Уже в детстве увлёкся спортом, записался в легкоатлетическую секцию, где бегал на спринтерские дистанции под руководством тренера Юрия Бузина. В 2005 году завоевал золотую медаль на молодёжном национальном первенстве, одержав победу в забеге на 60 м, год спустя выиграл бронзу уже на взрослом чемпионате России, показав третье время на дистанции 200 м, также получил бронзовую награду на кубковых соревнованиях, причём здесь на стометровке установил свой личный рекорд — 10,37 секунды. В 2009 году участвовал в забегах всемирной студенческой Универсиады, удостоился золотой медали за победу в эстафете 4×100 м, кроме того, взял серебро на командном чемпионате Европы в Португалии. Тем не менее, после этих достижений легкоатлетическая карьера Мокроусова перестала развиваться, поэтому в 2011 году он решил попробовать себя в бобслее, в качестве разгоняющего прошёл отбор в национальную сборную и начал ездить на крупные международные старты, порой показывая довольно неплохой результат.
В ноябре спортсмен дебютировал в Кубке Европы, на этапе в австрийском Иглсе занял с четырёхместным экипажем седьмое место, месяц спустя впервые поучаствовал в заездах Кубка мира, где сразу же выиграл бронзовую медаль командных состязаний по бобслею и скелетону. В концовке сезона присоединился к ведущей российской команде, возглавляемой титулованным пилотом Александром Зубковым — возможность проявить себя выпала ему после того, как заболел основной разгоняющий Николай Хренков. Мокроусов оправдал оказанное ему доверие, на январском этапе мирового кубка в Кёнигсзее в составе экипажа Зубкова поднялся на верхнюю ступень подиума, а ещё через месяц повторил это достижение на трассе канадского Уистлера. Помимо всего прочего, впервые поучаствовал в заездах взрослого чемпионата мира, на соревнованиях в американском Лейк-Плэсиде с четвёркой был пятым. Удачный дебют прокомментировал тренер сборной Олег Сухорученко: «Можно сказать, что у нас родился ещё один разгоняющий высокого класса».
Сезон 2012/13 для Максима Мокроусова получился ещё более успешным, благодаря хорошему разгону он закрепился в экипаже Зубкова и со своими товарищами по команде одержал победу на пяти этапах Кубка мира, в результате чего их четвёрка заняла в общем зачёте первое место, удостоившись хрустального глобуса. На чемпионате мира в швейцарском Санкт-Морице в программе четырёхместных экипажей спортсмен выиграл серебряную медаль, пропустив вперёд лишь хозяина трассы Беата Хефти.